# Brocas område

Brocas område.

Brocas område är ett område i den mänskliga hjärnan (gyrus frontalis inferior) som styr motorisk talförmåga.
Brocas område har fått sitt namn av Paul Broca, som först beskrev det 1861 efter att ha obducerat två patienter, Lelong och Leborgne, med nedsatt talförmåga. Skador i Brocas område kan ge upphov till störningar i expressivt språk som kallas Brocas afasi och som kännetecknas av brister i grammatiken.